# Меленки (городской округ Солнечногорск)
Ме́ленки — деревня в Московской области России. Входит в городской округ Солнечногорск. Население — 73 чел. (2010).

## География
Деревня расположена на северо-западе Московской области, в западной части округа, на Пятницком шоссе Р111, примерно в 6,5 км к юго-западу от центра города Солнечногорска, на правом берегу реки Истры.
В деревне 3 улицы — Новая, Речная и Сосновая, приписано 2 садоводческих товарищества. Ближайшие населённые пункты — деревни Коньково, Кривцово и Обухово. Связана прямым автобусным сообщением с городами Солнечногорском и Зеленоградом.

## История
В середине XIX века деревня Меленки 1-го стана Клинского уезда Московской губернии принадлежала князю Егору Александровичу Чеодаеву, в ней было 20 дворов, крестьян 63 души мужского пола и 82 души женского.
В «Списке населённых мест» 1862 года — владельческая деревня Клинского уезда по правую сторону Санкт-Петербурго-Московского шоссе, в 26 верстах от уездного города и 9 верстах от становой квартиры, при колодцах, с 14 дворами и 147 жителями (69 мужчин, 78 женщин).
По данным на 1899 год — деревня Солнечногорской волости Клинского уезда с 187 душами населения.
В 1913 году — 31 двор.
По материалам Всесоюзной переписи населения 1926 года — деревня Обуховского сельсовета Солнечногорской волости Клинского уезда в 1,6 км от Пятницкого шоссе и 7,5 км от станции Подсолнечная Октябрьской железной дороги, проживало 204 жителя (89 мужчин, 115 женщин), насчитывалось 43 крестьянских хозяйства.
С 1929 года — населённый пункт в составе Солнечногорского района Московского округа Московской области. Постановлением ЦИК и СНК от 23 июля 1930 года округа как административно-территориальные единицы были ликвидированы.
1929—1930 гг. — деревня Кривцовского сельсовета Солнечногорского района.
1930—1957, 1960—1963, 1965—1994 гг. — деревня Обуховского сельсовета Солнечногорского района.
1957—1960 гг. — деревня Обуховского сельсовета Химкинского района.
1963—1965 гг. — деревня Обуховского сельсовета Солнечногорского укрупнённого сельского района.
С 1994 до 2006 г. деревня входила в Обуховский сельский округ Солнечногорского района.
С 2005 до 2019 г. деревня включалась в Кривцовское сельское поселение Солнечногорского муниципального района.
С 2019 года деревня входит в городской округ Солнечногорск, в рамках администрации которого относится с территориальному управлению Кривцовское.

## Население
| 1852 | 1859 | 1890 | 1899 | 1926 | 1966 | 1998 |
| ---- | ---- | ---- | ---- | ---- | ---- | ---- |
| 145  | ↗147 | ↘144 | ↗187 | ↗204 | ↘147 | ↘38  |
| 2002 | 2010 |      |      |      |      |      |
| ↗49  | ↗73  |      |      |      |      |      |